# Storia di Curaçao
Questo articolo tratta della storia di Curaçao, una dipendenza olandese nei Caraibi.

## Origine del nome
L'origine del nome Curaçao è ancora dibattuta: la spiegazione più plausibile è che esso derivi dalla parola portoghese coração, che significa "cuore".

## Gli indigeni e l'arrivo degli europei
I primi abitanti di Curaçao furono gli indigeni aruachi.
I primi europei a visitarla furono gli spagnoli al seguito di Alonso de Ojeda (1499). Gli spagnoli decimarono gli aruachi; l'isola fu poi occupata dagli olandesi nel 1634. La Compagnia Olandese delle Indie Occidentali fondò la città di Willemstad presso un'insenatura detta Schottegat. Inizialmente ignorata dai colonizzatori poiché priva di metalli preziosi, Curaçao si rivelò poi di fondamentale importanza per via del porto di Willemstad: l'isola divenne un nodo commerciale fondamentale e, a partire dal 1662,  uno dei principali centri della tratta degli schiavi. I negrieri olandesi, infatti, deportavano gli schiavi dall'Africa a Curaçao, dove venivano venduti nell'area nota come Asiento, per poi essere "smistati" nei Caraibi e in tutto il Sudamerica.

Più volte inglesi e francesi occuparono l'isola per brevi periodi, contribuendo così ad arricchire Curaçao dal punto di vista linguistico.

La tratta degli schiavi intanto proseguì, fino a quando l'Olanda abolì la schiavitù (1863).

## Il Novecento

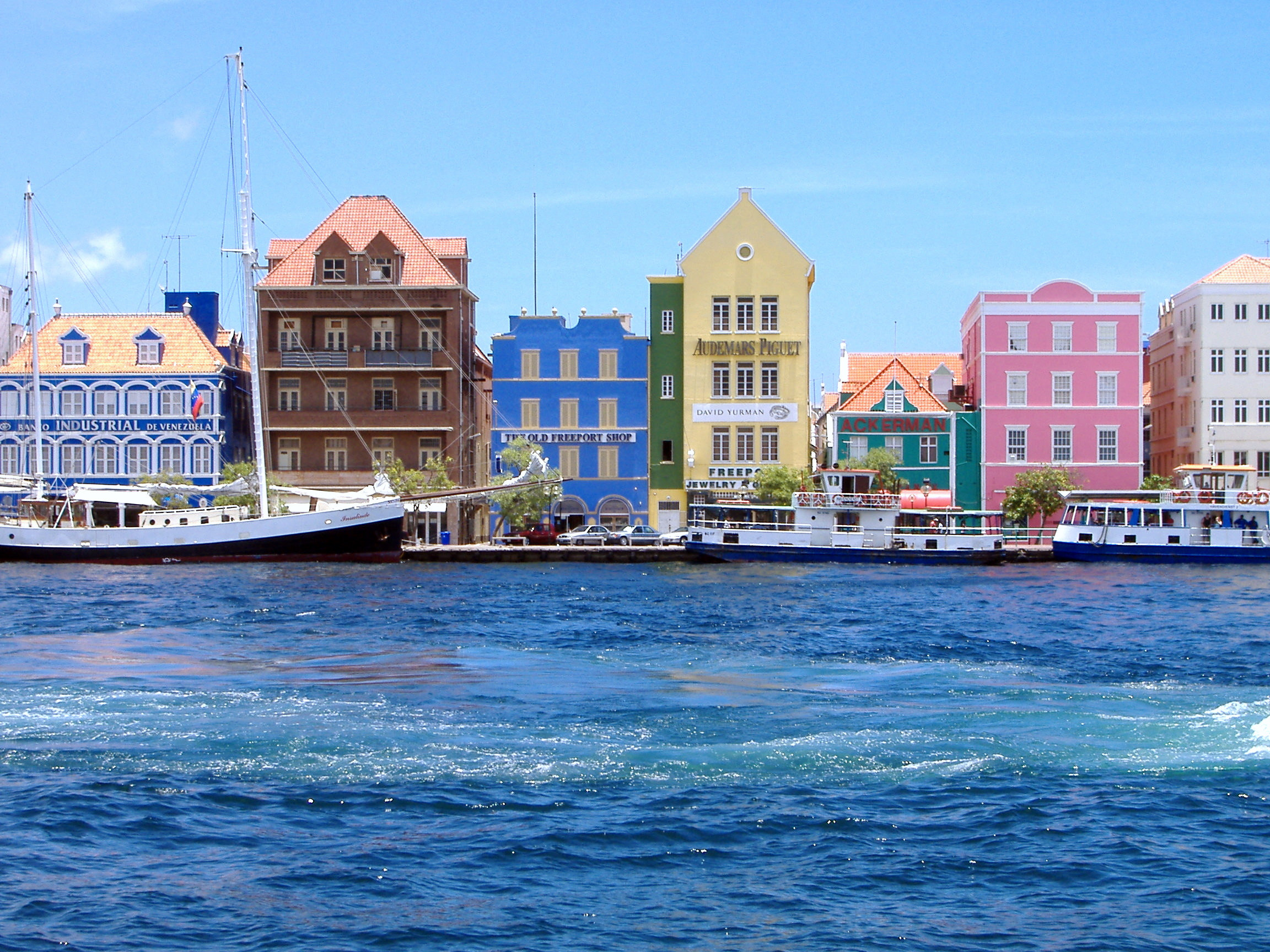
Architetture olandesi e spagnole nella sezione turistica del porto di Willemstad.

L'abolizione della schiavitù provocò però una crisi economica, con molti isolani costretti a emigrare in altre isole, in particolare Cuba, dove furono impiegati nelle piantagioni di canna da zucchero.
Quando però (1914) nel bacino di Maracaibo vennero scoperti giacimenti di petrolio, la situazione economica di Curaçao cambiò profondamente: il governo olandese costruì una raffineria sul luogo ove prima sorgeva l'Asiento. Fu così possibile impiegare l'intera popolazione, con Curaçao che, da terra di emigrazione, diventò invece meta di numerosi immigrati dalle nazioni vicine.
Curaçao, infatti, era il sito ideale dove costruire la raffineria: sufficientemente lontana dalle turbolenze sudamericane, era molto vicina alle coste del Venezuela. A ciò si aggiungeva il vantaggio rappresentato dal porto di Willemstad. La città, nel frattempo, crebbe molto rapidamente; ciò, tuttavia, contribuì ad acuire i contrasti tra i diversi gruppi sociali presenti, fino alla grande rivolta del 30 maggio 1969. In seguito a questi movimenti, la locale popolazione afro-caraibica ottenne una più ampia partecipazione alla vita politica isolana.
Mentre Curaçao diventava anche un fiorente centro turistico, la presenza di basse imposte sul capitale sociale favorivano l'installazione di numerose compagnie estere. A metà degli anni ottanta, la Royal Shell vendette la raffineria a un consorzio governativo locale che, attualmente, la affitta alla compagnia petrolifera nazionale venezuelana PDVSA.

Negli ultimi anni, le autorità dell'isola stanno effettuando notevoli investimenti sul patrimonio storico e culturale dell'isola al fine di potenziare ulteriormente l'industria del turismo.